# Cristian Gațu
Cristian Gațu (Bucarest, 20 agosto 1945) è un ex pallamanista e dirigente sportivo rumeno.
Ha partecipato a varie edizioni dei Campionati Europei, Mondiali e Olimpiadi. Sul finire della sua carriera agonistica ha disputato per 2 stagioni, 81-82 e 82-83, il campionato italiano di pallamano prima di serie B poi di A con la maglia del Follonica Handball (GR) in veste di allenatore-giocatore.
In seguito è rientrato in Romania nel suo club d'origine, lo Steaua Bucarest. Terminata la carriera agonistica è rimasto nella Steaua settore pallamano, per poi diventare vicepresidente dell'omonima polisportiva.

## Palmarès

### Titoli nazionali
- Campionato rumeno: 9

Steaua Bucarest: 1968–69, 1969–70, 1970–71, 1971–72, 1972–73, 1973–74, 1974–75, 1975–76, 1976–77

### Titoli internazionali
- Coppa dei Campioni: 1

Steaua Bucarest: 1976–77